# Ruggero Deodato
Ruggero Deodato (n. 7 mai 1939, Potenza, Basilicata, Italia – d. 29 decembrie 2022, Roma, Italia) a fost un scenarist, actor și regizor de film italian. Cariera sa include o gamă variată de genuri, de la  peplum, comedie, dramă, poliziottesco, musicarello la science fiction.

## Filmografie

### Cinema
- Ursus il terrore dei Kirghisi (1964) (co-regie cu Antonio Margheriti)
- Gungala la pantera nuda (1968)
- Fenomenal e il tesoro di Tutankamen (1968)
- Donne, botte e bersaglieri (1968)
- Vacanze sulla Costa Smeralda (1968)
- I quattro del pater noster (1969)
- Zenabel (1969)
- Ondata di piacere (1975)
- Uomini si nasce poliziotti si muore (1976)
- Ultimo mondo cannibale (1977)
- L'ultimo sapore dell'aria (1978)
- Concorde Affaire '79 (1979)
- Cannibal Holocaust (1980)
- La casa sperduta nel parco (1980)
- I predatori di Atlantide (1983)
- Inferno in diretta (1985)
- Camping del terrore (1986)
- The Barbarians (1987)
- Un delitto poco comune (1988)
- Lone Runner - Lo scrigno dei mille diamanti (1988)
- Minaccia d'amore (1988)
- Mamma ci penso io (1991)
- Vortice mortale (1993)
- Bridge, episodio di The Profane Exhibit (2013)
- Ballad in Blood (2016)
- Casetta sperduta in campagna, episodul/segmentul Deathcember (2019)

### Televiziune
- Il triangolo rosso (1969)
- All'ultimo minuto (1971)
- Il segreto di Cristina (1972)
- Il ricatto (1988)
- Oceano (1991)
- I ragazzi del muretto (1994)
- Noi siamo angeli (1997)
- Sotto il cielo d'Africa (1999)
- Padre Speranza (2001)
- Incantesimo 8 (2005)

### Actor
- Destinazione Piovarolo regia Domenico Paolella (1955)
- Il coraggio regia Domenico Paolella (1955)
- I ragazzi dei Parioli regia Sergio Corbucci (1959)
- Cannibal Holocaust regia Ruggero Deodato (1980) - Cameo
- Hostel: Part II regia Eli Roth (2007)
- The Museum of Wonders regia Domiziano Cristopharo (2010)
- Nero infinito regia Giorgio Bruno (2013)
- Lilith's Hell regia Vincenzo Petrarolo (2014)
- Ballad in Blood regia Ruggero Deodato (2016)